# Лихтенштейн, Штефан фон
Принц Штефан фон Лихтенштейн (полное имя: нем. Stefan Carl Manfred Alfred Alexander Joseph Maria of Liechtenstein; 14 ноября 1961, Клагенфурт) — лихтенштейнский дипломат и принц Лихтенштейнского дома. По состоянию на январь 2023 года занимает 49 позицию в линии наследования престола.

## Биография
Родился в австрийском Клагенфурте в семье предпринимателя Александра Лихтенштейнского и Жозефины Левенштайн-Вертгейм-Розенберг, дочери Карла II, главы дома Левенштайн-Вертгейм-Розенберг. У него есть брат-близнец Кристиан и младший брат Эмануэль.
Окончил Инсбрукский университет по специальности бизнес-администрирование. Работал на швейцарский Унион банк в Цюрихе и Франкфурте. С 1995 по 2001 год вместе с братом Эмануэлем развивал туристический проект на своём родовом имении в Розегге. В 2001 году Штефан был назначен послом Лихтенштейна в Швейцарии. С 2007 по 2017 год был послом в Германии, а с 2017 года занял аналогичную должность при Ватикане.
В 2015 году он запустил программу, позволяющая беженцам в Германии, Австрии, Швейцарии и Лихтенштейне изучать немецкий язык.

## Личная жизнь
18 июня 1988 года женился династическим браком на графине Флорентине Тун и Гогенштейн. У них четверо детей: Лукас (род. 1990), Конрад (род. 1992), Анна (род. 1994), Рита (род. 1999).